# Radio Nacional de El Salvador
Radio Nacional de El Salvador (RNES) ist die älteste staatliche Sendeanstalt in El Salvador.

## Geschichte
Auf Initiative von Präsident Alfonso Quiñónez Molina wurde Radio Nacional gegründet. Die erste Sendung auf Kurzwelle erfolgte am 1. März 1926. Radio Nacional de El Salvador war auch der erste öffentliche Radiosender in ganz Mittelamerika und wurde unter der Kennung AQM betrieben. Der Sender befand sich im Gebäude des Nationaltheaters von San Salvador. Die Sendeanlage wurde von dem amerikanischen Unternehmen Western Electric Co. geliefert und eingerichtet. 
Später wurde die Identifizierung in RDN (Radiodifusora Nacional) geändert und seit Beitritt zur  Unión Internacional de Telecomunicaciones lautet die Senderkennung YSS.
Mit dem Umzug des Senders in das Ministerium für Kommunikation konnte auch die Funkabdeckung im ganzen Land erweitert werden und das National Radio verfügt heute über eine Abdeckung von 96 % im Land (Stand 2012). Wo kein Empfang auf Grund der örtlichen Begebenheiten möglich ist, wurden Relaisstationen errichtet.